# Уједињена бутанска партија
Уједињена бутанска партија или Druk Nyamrup Tshogpa је једна од четири активних политичких партија у Бутану. Регистрована је 20. јануара 2013. године. Уједињена бутанска странка је владајућа политичка партија у Бутану после избора одржаних 2018. године.

## Историја
На изборима одржаним 2013. године Уједињена бутанска партија је освојила 35.962 гласа и заузела је треће место што је значило да не учествује у финалном кругу. 
На изборима одржаним 2018. године у првом кругу освојили су 92.722 гласова или 31,25%. Победом и у другом кругу са 172.268 гласова (54,95%), Уједињена бутанска партија је са 30 посланичких места преузела скупштинску већину и власт у Бутану.

## Број одборничких места
| Година                                   | Мандата |
| ---------------------------------------- | ------- |
| Избори за народне посланике Бутана 2013. | 0 / 47  |
| Избори за народне посланике Бутана 2018. | 30 / 47 |